# Gromada w Centaurze

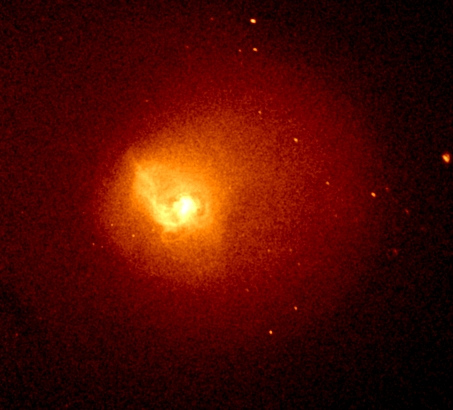
Gromada w Centaurze w zakresie promieniowania rentgenowskiego

Gromada w Centaurze (Abell 3526) – gromada galaktyk znajdująca się w gwiazdozbiorze Centaura w odległości 140 mln lat świetlnych.
Gromada w Centaurze jest najbliższą nam gromadą galaktyk, która znalazła się w katalogu gromad Abella. Zawiera ona podobną liczbę galaktyk, co gromada w Pannie i gromada w Hydrze.
Najjaśniejszą galaktyką Abell 3526 jest masywna galaktyka eliptyczna NGC 4696. W odległości 60 milionów lat świetlnych za gromadą w Centaurze znajduje się grupa galaktyk NGC 4709, która może tworzyć odrębną gromadę w tym rejonie, a obie gromady wizualnie nakładają się na siebie. Abell 3526 jest również silnym źródłem promieniowania rentgenowskiego.
Gromada w Centaurze jest dominującą gromadą Supergromady w Centaurze.